# Хвостов, Александр Алексеевич
Алекса́ндр Алексе́евич Хвосто́в (Хвостов-старший) (1857 — 23 ноября 1922, Елец) — русский государственный деятель, занимавший должности министра юстиции (1915—1916) и министра внутренних дел (1916).

## Биография

### Происхождение
Александр Хвостов родился 8 января 1857 года в семье дворян Алексея Николаевича Хвостова и Екатерины Лукиничны (урождённой Жемчужниковой). Его братья, Николай, Сергей и Алексей, также были видными общественными и государственными деятелями. Среди его племянников — Алексей Николаевич Хвостов, занимавший пост министра внутренних дел в 1915—1916 годах и Сергей Бехтеев — поэт-монархист, участник Белого движения.

### Образование и карьера
В 1878 году окончил Александровский лицей, после чего начал службу при прокуроре Саратовского окружного суда. В 1884 году стал товарищем прокурора суда, а в следующем году был назначен вначале редактором департамента Министерства юстиции, а затем — управляющим законодательным отделением и юрисконсультом.
В 1894 году перевелся на службу в министерство внутренних дел, где занял пост правителя канцелярии, а позднее — директора хозяйственного департамента. В 1901 году вернулся в министерство юстиции на должность директора 1-го департамента. 21 января 1905 года был назначен товарищем министра юстиции, а 1 января 1912 года — членом Государственного совета.
С 6 июля 1915 года Александр Алексеевич — министр юстиции и генерал-прокурор. В 1916 году, когда в Петрограде и Москве торжественно отмечалось 50-летие судебных установлений, мировых судов и присяжной адвокатуры, принимал активное участие в торжествах.

7 июля 1916 года был освобожден от занимаемой должности и назначен Министром внутренних дел. Вероятно, причиной его смещения был вопрос Сухомлинова, так как Хвостов отказывался приостановить следствие по его делу. 
Императрица призывала его к себе и в продолжение двух часов говорила об освобождении Сухомлинова. Сперва она доказывала его невиновность, потом в повышенном тоне стала требовать, чтобы Сухомлинов был выпущен из крепости. <…> Хвостов отвечал, что он не может этого сделать, и на вопрос Александры Фёдоровны <…> ответил: 

«Моя совесть, ваше величество, не позволяет мне повиноваться вам и освободить изменника».Оригинальный текст (фр.)Ma conscience, Madame, me défend de Vous obèir et de libérer un traître. После этого разговора Хвостов понял, что дни его сочтены и его перемещение на должность министра внутренних дел было только временным — для соблюдения приличия:206.

Вместе с директором Соединённого банка графом Владимиром Татищевым участвовал в разоблачении взяточника Манасевич-Мануйлова: ему была дана требуемая крупная взятка помеченными купюрами, причём арест Мануйлова привёл к окончательной отставке Хвостова: 
Когда Штюрмер узнал об аресте Мануйлова, он этому не поверил. Затем, убедившись, он вторично выехал в ставку, неизвестно, что там наговорил, и вернулся с отставкой Хвостова в кармане. Он вызвал к телефону Хвостова и заявил ему: «Вы мне сообщили неприятное для меня известие об аресте Манасевича-Мануйлова, теперь я вам сообщаю новость: вы больше не министр внутренних дел»:213-214.
16 сентября 1916 года Хвостов оставил министерский пост, при этом за ним были сохранены должности сенатора и члена Государственного Совета. Как указывал его внук, А. П. Арцыбушев, он «терпеть не мог Распутина, видя в нём гибель России. Распутин его также ненавидел и, благодаря своему мистическому влиянию на Государыню Императрицу, в конце концов убрал дедушку из министерского кресла». 1 января 1917 года он был произведен в действительные тайные советники.
Был владельцем имений Воронец и Красный хутор (сельцо Петровское) в Елецком уезде Орловской губернии. Ещё в 1902 году отдал принадлежавшую ему землю своим крестьянам, оставив себе только дом с садом в Красном.
После октябрьской революции 1917 года переехал в Елец, где и скончался 23 ноября 1922 года (похоронен в Воронце, близ церкви). Известно, что он был допрошен в Чрезвычайной следственной комиссии, однако никаких обвинений ему не предъявлялось.

## Награды
- Орден Святого Владимира 4-й степени (01.01.1887)
- Орден Святого Станислава 2-й степени (01.01.1890)
- Орден Святого Владимира 3-й степени (01.01.1896)
- Орден Святого Станислава 1-й степени (01.01.1898)
- Орден Святой Анны 1-й степени (01.01.1902)
- Орден Святого Владимира 2-й степени (01.01.1906)
- Орден Белого орла (01.01.1910)
- Орден Святого Александра Невского (21.02.1913)
- Высочайшая благодарность (08.01.1914)

Иностранные:
- Французский орден Почётного легиона, командорский крест (1896)
- Австрийский орден Франца Иосифа 2-й степени (1897)

## Семья
Александр Алексеевич Хвостов был женат на Анастасии Владимировне Ковалевской; у них было четверо детей: 
- Сын — Алексей (1891—?)
- Сын — Владимир (1905—?)
- Дочь — Екатерина
- Дочь —  Татьяна (1894—1942), её сын от брака с П. П. Арцыбушевым (1889—1921), Алексей, религиозный художник, в монашестве Серафим. Сама Татьяна после смерти мужа приняла постриг под именем Таисии[4].